# Iglesia de Santa Margarita (Cardiff)
La Iglesia de Santa Margarita (en inglés: St Margaret's Church) es una iglesia parroquial del siglo XIX en el barrio de Roath, Cardiff, Gales en el Reino Unido. Incluye el mausoleo de los marqueses de Bute.
Ya existía en Roath desde la época medieval una iglesia dedicada a santa Margarita, un pequeño edificio de estilo perpendicular con una torreta de campana en el extremo occidental.  En 1800 se añadió un mausoleo, para los marqueses de Bute.  La iglesia fue completamente demolida en 1868 para dar paso a una nueva edificación.